# Phreatia caudiflora
Phreatia caudiflora là một loài thực vật có hoa trong họ Lan. Loài này được Gilli miêu tả khoa học đầu tiên năm 1980.